# Энтль-Нёгусъях
Энтль-Нёгусъях (устар. Энтль-Нёгус-Ях) — река в России, протекает по Ханты-Мансийскому АО. Устье реки находится в 175 км по левому берегу реки Кульёган (приток Оби). Длина реки составляет 76 км, площадь водосборного бассейна 775 км².

## Бассейн
- 22 км: Ай-Нёгусъях (лв)
  - 14 км: Когуигль (пр)
- 33 км: река без названия (лв)

## Данные водного реестра
По данным государственного водного реестра России относится к Верхнеобскому бассейновому округу, водохозяйственный участок реки — Обь от впадения реки Вах до города Нефтеюганск, речной подбассейн реки — Обь ниже Ваха до впадения Иртыша. Речной бассейн реки — (Верхняя) Обь до впадения Иртыша.
Код объекта в государственном водном реестре — 13011100112115200041405.